# Mallorca Open 2019
Mallorca Open 2019 — жіночий тенісний турнір, що проходив на кортах з трав'яним покриттям Santa Ponsa Tennis Club у Майорці (Іспанія). Це був 4-й за ліком Mallorca Open. Належав до категорії International в рамках Туру WTA 2019. Тривав з 17 до 23 червня 2019 року.

## Очки і призові

### Розподіл очок
| Дисципліна       | П   | Ф   | ПФ  | ЧФ | 1/8 | 1/16 | Q   | Q2  | Q1  |
| Одиночний розряд | 280 | 180 | 110 | 60 | 30  | 1    | 18  | 12  | 1   |
| Парний розряд    | 280 | 180 | 110 | 60 | 1   | Н/Д  | Н/Д | Н/Д | Н/Д |

### Розподіл призових грошей
| Дисципліна       | П       | F       | ПФ     | ЧФ     | 1/8    | 1/16   | Q2   | Q1   |
| Одиночний розряд | €34,677 | €17,258 | €9,274 | €4,980 | €2,742 | €1,694 | €823 | €884 |
| Парний розряд    | €9,919  | €5,161  | €2,770 | €1,468 | €774   | Н/Д    | Н/Д  | Н/Д  |

## Учасниці основної сітки в рамках жіночого турніру

### Сіяні учасниці
| Країна    | Гравчиня            | Рейтинг1 | Сіяна |
| --------- | ------------------- | -------- | ----- |
| Німеччина | Анджелік Кербер     | 6        | 1     |
| Латвія    | Анастасія Севастова | 12       | 2     |
| Швейцарія | Белінда Бенчич      | 13       | 3     |
| Бельгія   | Елісе Мертенс       | 21       | 4     |
| США       | Аманда Анісімова    | 26       | 5     |
| Франція   | Каролін Гарсія      | 28       | 6     |
| США       | Софія Кенін         | 30       | 7     |
| Чехія     | Катерина Сінякова   | 38       | 8     |

- 1 Рейтинг подано станом на 10 червня 2019.

### Інші учасниці
Нижче наведено учасниць, які отримали вайлд-кард на участь в основній сітці:
- Паула Бадоса
- Андреа Петкович
- Марія Шарапова
- Саманта Стосур

Такі учасниці отримали право на участь в основній сітці завдяки захищеному рейтингові:
- Анна-Лена Фрідзам

Нижче наведено гравчинь, які пробились в основну сітку через стадію кваліфікації:
- Їсалін Бонавентюре
- Кайя Юван
- Варвара Лепченко
- Тереза Мартінцова
- Шелбі Роджерс
- Сара Соррібес Тормо

### Знялись
- Унс Джабір (травма правого плеча)
- Шелбі Роджерс (травма правого плеча)

## Учасниці основної сітки в парному розряді

### Сіяні пари
| Країна  | Гравчиня                   | Країна  | Гравчиня            | Рейтинг1 | Сіяна |
| ------- | -------------------------- | ------- | ------------------- | -------- | ----- |
| Бельгія | Елісе Мертенс              | КНР     | Ч Шуай              | 14       | 1     |
| Бельгія | Кірстен Фліпкенс           | Швеція  | Юганна Ларссон      | 56       | 2     |
| Іспанія | Марія Хосе Мартінес Санчес | Іспанія | Сара Соррібес Тормо | 98       | 3     |
| Японія  | Аояма Сюко                 | Сербія  | Александра Крунич   | 114      | 4     |

- 1 Рейтинг подано станом на 10 червня 2019.

### Інші учасниці
Нижче наведено пари, які отримали вайлдкард на участь в основній сітці:
- Мона Бартель /  Анна-Лена Фрідзам
- Альона Большова  /  Ван Яфань

## Переможниці

### Одиночний розряд
- Софія Кенін —  Белінда Бенчич, 6–7(2–7), 7–6(7–5), 6–4

### Парний розряд
- Кірстен Фліпкенс /  Юганна Ларссон —  Марія Хосе Мартінес Санчес /  Сара Соррібес Тормо, 6–2, 6–4